# МАЗ-537

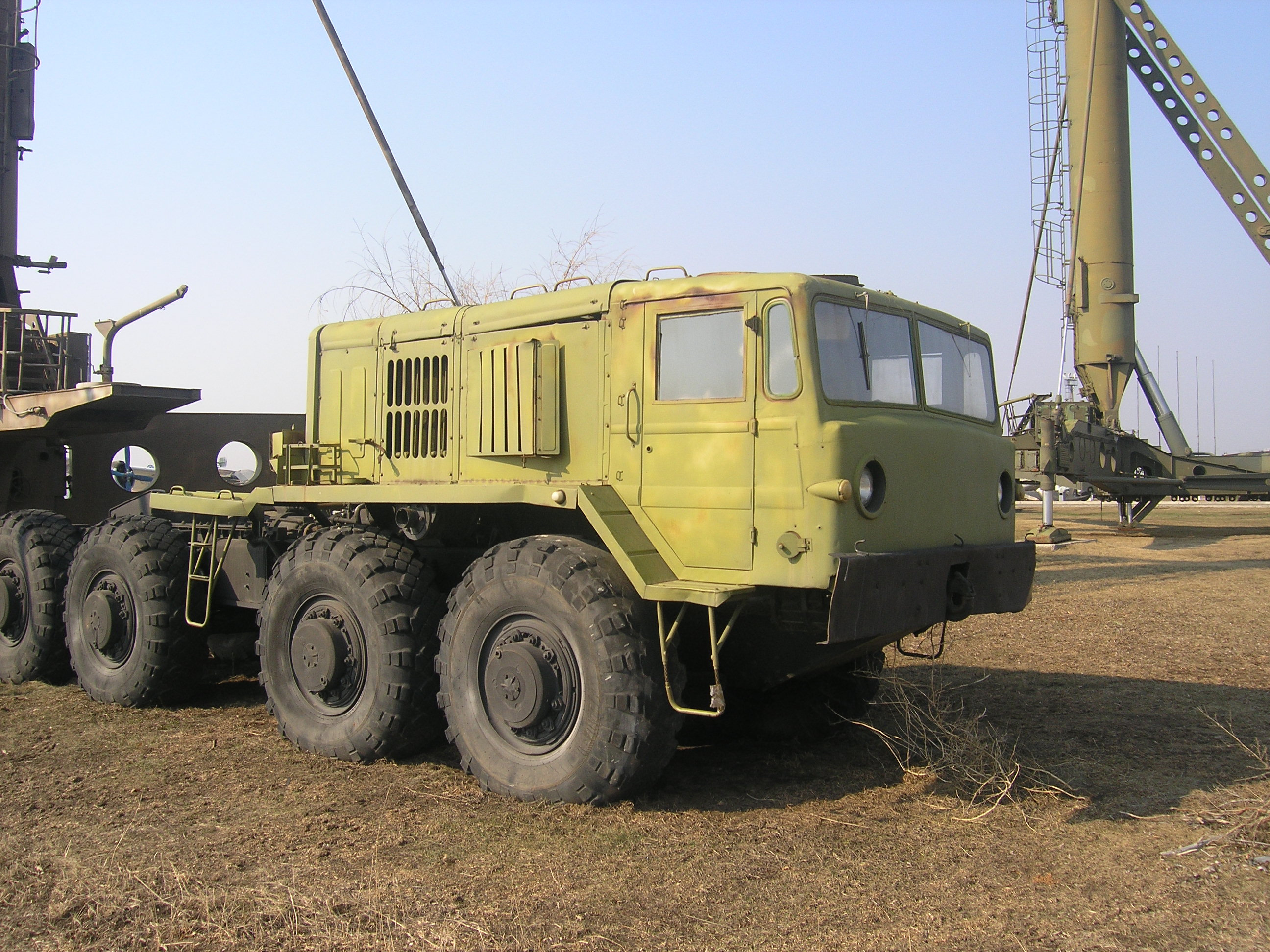

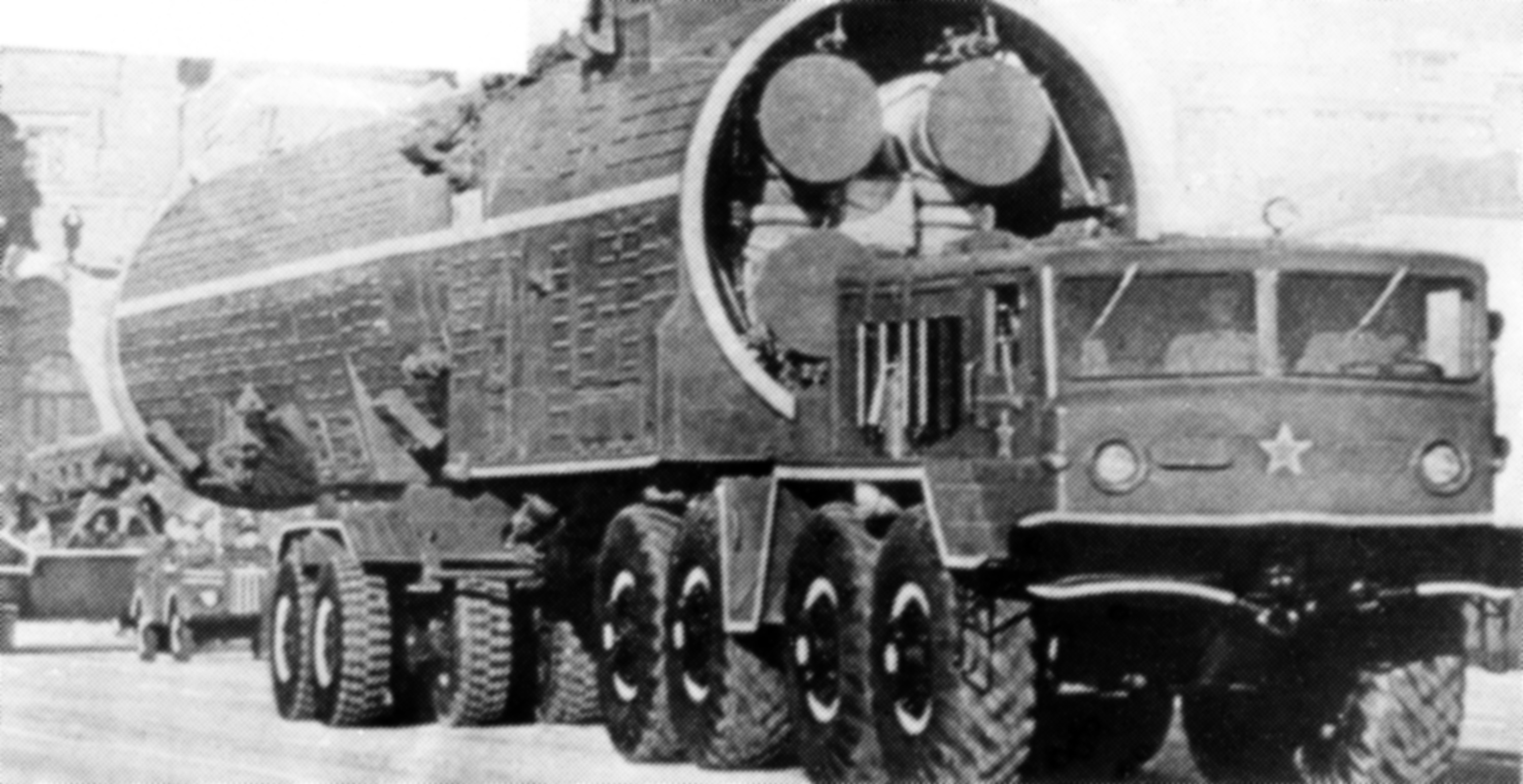
МАЗ-537 на Красной площади

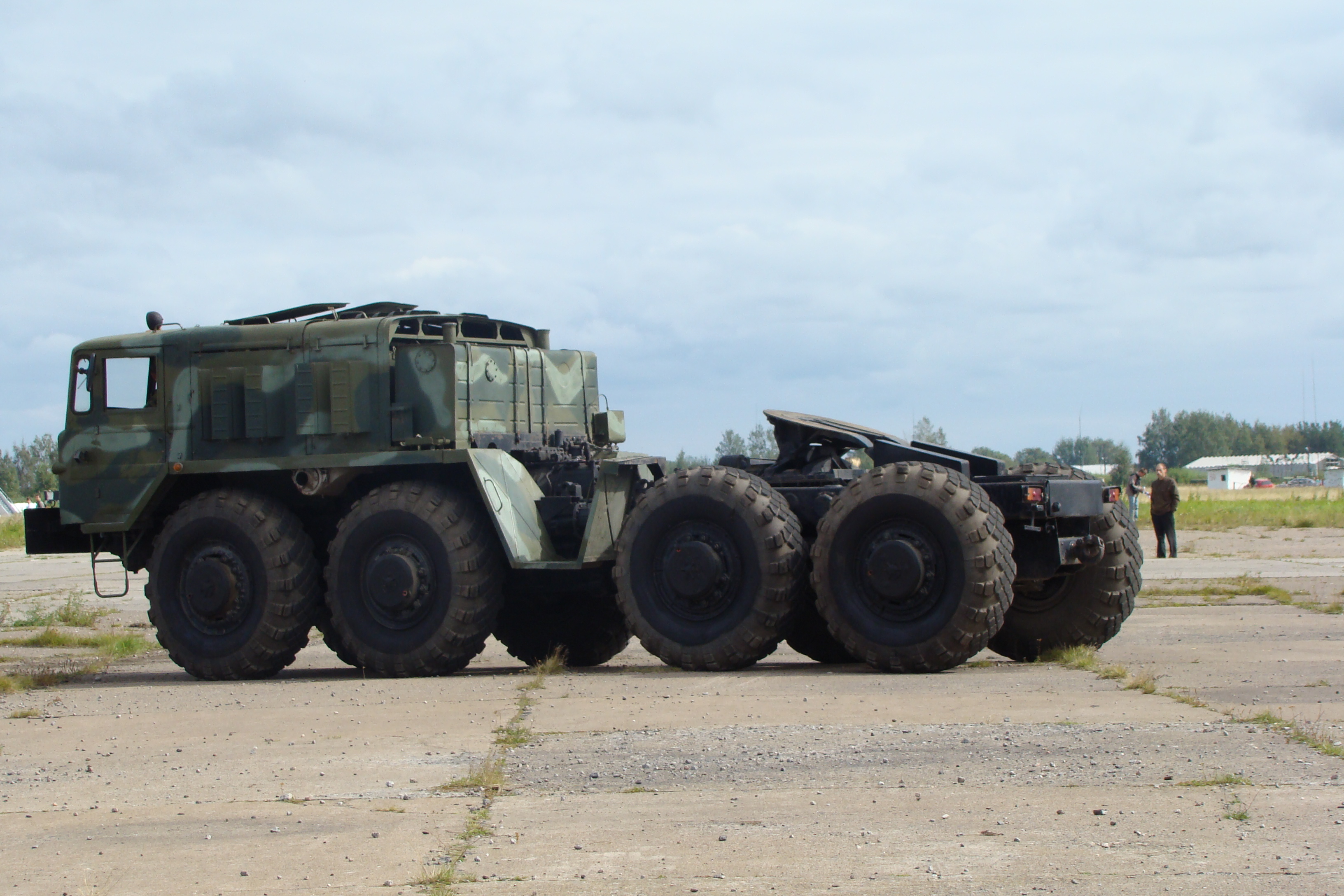

МАЗ-537 — большегрузный четырёхосный седельный тягач высокой проходимости для нужд Советской Армии, разработки СКБ-1 Минского автомобильного завода, главный конструктор — Б. Л. Шапошник. Изначально предназначался для транспортировки крупногабаритных грузов типа бронетанковой техники по дорогам с твёрдым покрытием и бездорожью. Серийно выпускался Курганским заводом колёсных тягачей им. Д.М. Карбышева с 1963 года, продолжая нести маркировку «МАЗ». Второе поколение тягачей разрабатывалось в Кургане и эти машины назывались «КЗКТ».
Помимо применения в армии, тягачи работали в народном хозяйстве, перевозя крупногабаритные неделимые грузы. Также тягач поставлялся на экспорт в ряд стран мира.

## Конструкция
С технической точки зрения МАЗ-537 был аналогичен базовой модели МАЗ-535 с увеличенной на 300 мм колесной базой.
Рама клепано-сварная с лонжеронами швеллерного сечения. В передней части расположена четырёхместная рядная кабина с двумя боковыми дверями и люком в крыше. Сразу за кабиной находится моторно-трансмиссионное отделение, в котором установлен 12-цилиндровый танковый дизельный двигатель Д-12А-525А (прямой потомок дизеля В-2 от танка Т-34) мощностью 525 л.с.
Трансмиссия — гидромеханическая, с гидротрансформатором и планетарной трёхступенчатой коробкой передач. Рулевой механизм с гидроусилителем. Управляемые две передние оси. Каждый мост автомобиля состоит из центрального редуктора, двух полуосевых карданов и двух колёсных планетарных передач. Второй передний и второй задний центральные редукторы являются проходными. От них крутящий момент передаётся через карданные валы в центральные редукторы переднего и первого заднего мостов. Дифференциал передних центральных редукторов автомобиля относится к дифференциалам повышенного трения, а дифференциал задних центральных редукторов относится к самоблокирующимся дифференциалам, работающим по принципу муфты свободного хода.
Специально для автомобилей семейства МАЗ-537 были спроектированы прицепы-тяжеловозы 2-ППТ-50 грузоподъемностью 50 тонн. В дальнейшем был разработан ряд более совершенных прицепов и специальных платформ. Автомобиль за время производства также постоянно совершенствовался.

## Модификации
- МАЗ-537 — базовая модель тягача.
- МАЗ-537А — балластный тягач с металлической сварной платформой и лебёдкой. Автомобиль был рассчитан на буксировку по шоссе или на местности тяжелых артиллерийских орудий, прицепов и ракетных систем массой до 75 тонн. Построена небольшая серия в 1964-1966 гг..
- МАЗ-537Б — опытный тягач, платформа для размещения оперативно-тактической ракеты Р-17. Испытания не прошёл и серийно не выпускался.
- МАЗ-537В — седельный тягач целевого назначения с допустимой нагрузкой на сцепное устройство, уменьшенной на 7 т. Изначально предназначался для транспортировки  на двухосной платформе СУРД-1 беспилотного разведчика ДБР-1 «Ястреб» (см. БПЛА Ту-123). Тягач МАЗ-537В выпускался малыми партиями по заявкам Минобороны с 1965 по 1985 год. Помимо транспортировки БПЛА, применялся для буксировки специальных двухосных восьмиколесных транспортных полуприцепов с контейнерами для стратегических ракет УР-100 и ракет 5В61 из состава стрельбовых комплексов системы противоракетной обороны А-35, а также двухосного полуприцепа-топливозаправщика ТЗ-30 (АТЗ-30) вместимостью 30 тыс. л.
- МАЗ-537Г — многоцелевой тягач, с увеличенной до 27 т нагрузкой на опорно-сцепное устройство и новой 15-тонной лебедкой. Мог работать в составе автопоездов.  Автомобиль МАЗ-537Г использовался со всеми типами тяжелых войсковых полуприцепов, буксировал все виды бронетанковой техники, мощные ракетные комплексы и установочные агрегаты, послужил базой эвакуационного тягача КЭТ-Т, машины техпомощи МТП-А4 и основой новых поколений седельных тягачей. Это самая массовая модификация, строилась с 1964 года.
- МАЗ-537Д — специальный тягач с генераторной установкой переменного тока. Предназначался для транспортировки специальных полуприцепных систем ракетных войск, одновременно являясь передвижной электростанцией.
- МАЗ-537Е — специальный седельный тягач войск РВСН. Оснащался дополнительным отбором мощности на вспомогательные электрогенераторы, гидронасосы и компрессоры для питания различных полуприцепных систем.  Мог буксировать полуприцепы массой до 68 т (как 537Г) и работать в составе автопоездов полной массой до 90 т. Доработанный вариант тягача применялся как тягач-толкач и дополнительный источник электроэнергии в составе сверхтяжелого многозвенного транспортно-перегрузочного автопоезда 15Т284 для перевозки контейнера с межконтинентальной ракетой РТ-23.
- МАЗ-537К — тягач с крановым оборудованием. Разрабатывался для ракетного комплекса 9К76 «Темп-С». Ввиду неудачной конструкции серийно не производился.
- МАЗ-537Т — тягач для поставок на экспорт в страны с влажным и жарким климатом. Успешно прошёл все испытания, но из-за непомерной стоимости серийно не строился.
- МАЗ-537Л (КЗКТ-537Л) — аэродромный тягач для буксировки самолётов массой до 200 тонн.
- КЗКТ-537М — опытный тягач с дизельным двигателем ЯМЗ-240НМ (500 л.с.)
- КЗКТ-537П — буксировщик ракетных систем. Имел кузов с тентом и посадочными местами для личного состава.
- МАЗ-537Р — гражданский вариант с редуктором отбора мощности и прицепом-роспуском ТТ-2. Использовался в составе трубоплетевоза ПВ-481 на строительстве нефтегазопроводов. Широкого распространения не получил.

## В игровой и сувенирной индустрии
- В игре Crossout на МАЗ-537 основана кабина "Горбун".
- В игре SnowRunner на МАЗ-537 основан грузовик ZiKZ 605R.
- В играх Spintires и MudRunner представлен как модель D-537.